# West Kittanning, Pennsylvania
West Kittanning là một thị trấn thuộc quận Armstrong, tiểu bang Pennsylvania, Hoa Kỳ. Năm 2010, dân số của thị trấn này là 1175 người.